# دانا سكالي
دانا كاثرين سكالي هي شخصية خيالية في مسلسل فوكس للخيال العلمي الخارق للطبيعة «الملفات الغامضة»، وتؤدي الدور جيليان أندرسون. سكالي عميلة في مكتب التحقيقات الفيدرالي وطبيبة، شاركت مع العميل الخاص فوكس مولدر في المواسم السبعة الأولى ومع جون دوجيت في الموسمين الثامن والتاسع من المسلسل التلفزيوني، وهما يعملان من مكتب في قبو ضيق في مقر مكتب التحقيقات الفيدرالي في العاصمة واشنطن للتحقيق في القضايا الغامضة التي تحمل اسم «الملفات الغامضة أو ملفات إكس». سنة 2002، تركت سكالي العمل الحكومي، وسنة 2008 عملت جراحةً في مستشفى سيدة الأحزان، وهو مستشفى كاثوليكي خاص، حيث مكثت مدة سبع سنوات، ثم انضمت إلى مكتب التحقيقات الفيدرالي مرةً أخرى. على النقيض من شخصية مولدر الواثقة سريعة التصديق، فإن سكالي هي المتشككة في المواسم السبعة الأولى، إذ اختارت أن تبني معتقداتها على ما يمكن أن يثبته العلم. أصبحت فيما بعد «مؤمنةً» بعد اختطاف مولدر في نهاية الموسم السابع.
ظهرت سكالي في جميع حلقات المسلسل باستثناء خمس حلقات، وفي فيلم الملفات الغامضة الذي أصدرته شركة فوكس سنة 1998، ثم في الفيلم الصادر بعد عشر سنوات. شهد الموسم الحادي عشر آخر مرة تصور فيها أندرسون الشخصية.

## الخلفية
ولدت دانا كاثرين سكالي في 23 فبراير 1964 في أنابوليس بولاية ماريلاند للأبوين ويليام -دون إس ديفيس- ومارغريت سكالي -شيلا لاركين، في عائلة كاثوليكية متماسكة من أصول أيرلندية. لها أخ أكبر، بيل جونيور، وأخت كبرى، ميليسا، وأخ أصغر، تشارلز، لم يظهر في المسلسل إلا في ذكريات الماضي. كان والد سكالي نقيبًا في البحرية توفي بنوبة قلبية سنة 1994. نشأت دانا سكالي في أنابوليس بولاية ماريلاند ولاحقًا في سان دييغو بكاليفورنيا. عندما كانت طفلة صغيرة، كان كتاب سكالي المفضل هو موبي ديك، ولهذا أطلقت على والدها اسم آهاب، وسماها هو ستاربك، وأسمت كلبها كويكويك.
التحقت سكالي بجامعة ميريلاند، وسنة 1986 حصلت على بكالوريوس العلوم في الفيزياء. كانت أطروحتها الجامعية بعنوان «المفارقة الثنائية لأينشتاين: تفسير جديد». وفور تخرجها في كلية الطب جامعة ستانفورد، عُينت في مكتب التحقيقات الفيدرالي. قبلت عرض العمل الذي قدمته الوكالة لأنها شعرت أنها تستطيع أن تتميز هناك. بعد عامين في المكتب، كلفها رئيس القسم سكوت بلفينز بالعمل مع العميل مولدر.

## القصة
احتفظت سكالي بمهاراتها الطبية بالعمل طبيبةً شرعية، وطالما شاركت في تشريح جثث الضحايا في الحالات الغامضة.
في الموسم الثاني، اختطف سكالي عميلٌ سابق في مكتب التحقيقات الفدرالي أصبح مريضًا نفسيًا يُدعى دوان باري، ثم اختُطفت في عملية عسكرية سرية لصالح المتآمرين الفضائيين، لكنها أُعيدت لاحقًا.
في الموسم الثالث، اكتشفت زرع رقاقة دقيقة فائقة التقنية خلف رقبتها. بعد إزالتها، أصيبت بالسرطان في الموسم الرابع ونُقلت إلى المستشفى إذ أصبح السرطان مميتًا. أُنقذت بعد أن اقتحم مولدر وزارة الدفاع لاستعادة شريحة أخرى لزرعها مرةً أخرى في رقبتها. في ذلك الوقت، كانت سكالي تخضع أيضًا لعلاجات طبية تجريبية وكانت تمر بتجديد كبير في إيمانها.
اتضح أن سكالي تعاني العقم في الموسم الخامس. في حلقة «إميلي» تكتشف سكالي أنها أنجبت طفلة في أثناء اختطافها في الموسم الثاني. تبنت ابنتها إميلي عائلةٌ أخرى. توفيت إميلي بعد ذلك بوقت قصير، ولم يتمكنوا من إجراء مزيد من التحقيق بعد اختفاء جثتها. في خاتمة الموسم السابع، «قداس»، حملت سكالي في ظروف غامضة. وُلد الطفل في نهاية الموسم الثامن وسمته ويليام، على اسم والدها. لم يُكشف في البداية سبب حمل سكالي، لكن في الحلقات والأفلام اللاحقة، يطلق مولدر وسكالي على ويليام «ابننا» بعد أن حاول الزوجان دون جدوى إنجاب طفل بواسطة الإخصاب في المختبر. في هذه الأثناء، طرد مولدر من مكتب التحقيقات الفيدرالي نائبُ المدير ألفين كيرش، وغادرت سكالي المجال لتدريس الطب الشرعي في كوانتيكو. تخلت عن وليام للتبني في نهاية الموسم التاسع إذ شعرت أنها لم تعد قادرة على توفير الأمان الذي يحتاج إليه. كان ويليام «الطفل المعجزة» ذا أهمية للمتآمرين الفضائيين. أظهر قوى غير عادية، متضمنةً التحريك الذهني.
في «الملفات الغامضة: أريد أن أومن»، عملت طبيبةً في مستشفى سيدة الأحزان، وهو مستشفى كاثوليكي خاص في فرجينيا. في بداية الفيلم، اتصل مكتب التحقيقات الفيدرالي -الذي كان يبحث عن فوكس مولدر- بسكالي على أمل أن يساعدهم في التحقيق مع عميل مفقود. وفي مقابل مساعدته ستُسقط التهم الموجهة إليه. على عكس مولدر، يبدو أن مكتب التحقيقات الفيدرالي لم يعد سكالي هاربةً من العدالة. ومع ذلك حافظت على علاقتها الرومانسية بمولدر طوال السنوات الست التي كان فيها هاربًا من الحكومة الأمريكية. في الفيلم، ظهر أنهم يعيشون معًا في منزل منعزل.
في الحلقة الأولى من الموسم العاشر «معاناتي -2016»، تبين أن سكالي لا تزال تعمل طبيبةً في مستشفى سيدة الأحزان، وتجري عمليات جراحية على الأطفال الذين يعانون عيوبًا خلقية خطيرة. اتضح أن سكالي لديها حمض نووي من خارج كوكب الأرض حسب الاختبار الذي أجرته على نفسها. بعد أن أعاد مكتب التحقيقات الفيدرالي فتح الملفات الغامضة بعد 14 عامًا من إغلاقها، عادت إلى المكتب. في «مولدر وسكالي يلتقيان الوحش المتحول»، تمزح سكالي بأنها غالبًا ما تدخل في مواقف خطيرة بمفردها بسبب الخلود الذي حصلت عليه خلال تايثونوس، الذي أُشير إليه لأول مرة في «الراحة النهائية لكلايد بروكمان». في نهاية «مولدر وسكالي يلتقيان الوحش المتحول»، تسرق سكالي كلبًا من مركز مراقبة الحيوانات يُدعى داغو، الذي سُمي على اسم شخصية أخرى من موبي ديك. في «المنزل مرة أخرى» توفيت مارجريت سكالي والدة دانا بعد إصابتها بنوبة قلبية. في خاتمة الموسم العاشر للمسلسل «معاناتي 2»، تسابق سكالي الزمن لإنقاذ البشرية، وتخلق لقاحًا من حمضها النووي خارج كوكب الأرض.